# Movimiento MIRA (Ecuador)
Movimiento Independiente para una República Auténtica fue un movimiento político de Ecuador de la expresidenta Rosalía Arteaga. Fue fundado por Rosalía Arteaga y su hermana Claudia Arteaga en 1996 tras la disolución del Partido Unidad Republicana del expresidente Sixto Durán Ballén, llegando a un acuerdo político con el Partido Roldosista Ecuatoriano para las elecciones presidenciales de Ecuador de 1996, siendo Rosalía Arteaga candidata a la vicepresidencia, triunfando el binomio, siéndole otorgado al partido los Ministerios de Trabajo y de Educación. No tuvo casillero electoral, al ser plataforma independiente de Arteaga, siendo esto permitido en ese año.
El movimiento ejerció brevemente el gobierno en la fugaz presidencia de  Rosalía Arteaga. Tras la salida de Arteaga del poder, el movimiento se reorganizó y se fusionó con el Partido Alianza Nacional, lista 11, el cual primero propuso como candidata a Claudia Arteaga a asambleísta por Provincia de Pichincha para las Elecciones a la Asamblea Nacional Constituyente de Ecuador de 1997, no obteniendo buenos resultados ni asambleístas provinciales y después propuso como candidata a Rosalía Arteaga a la presidencia para las elecciones presidenciales de Ecuador de 1998, no obteniendo buenos resultados ni diputados.

## Resultados

### Elecciones Presidenciales
| Año  | Candidatos      | Candidatos      | 1a Vuelta | 1a Vuelta | 2a Vuelta | 2a Vuelta | Resultado | Nota                          |
| Año  | Presidente      | Vicepresidente  | Votos     | %         | Votos     | %         | Resultado | Nota                          |
| ---- | --------------- | --------------- | --------- | --------- | --------- | --------- | --------- | ----------------------------- |
| 1996 | Abdalá Bucaram  | Rosalía Arteaga | 1,001,071 | 26.28 %   | 2,285,397 | 54.47%    | Electo    | En alianza con el PRE         |
| 1998 | Rosalía Arteaga | Guido Carranza  | 195,000   | 5.07%     |           |           | 5.º Lugar | Como Partido Alianza Nacional |